# Bulbophyllum hovarum
Bulbophyllum hovarum är en orkidéart som beskrevs av Rudolf Schlechter. Bulbophyllum hovarum ingår i släktet Bulbophyllum och familjen orkidéer. Inga underarter finns listade i Catalogue of Life.